# Округ Лоренс (Мисури)
Округ Лоренс (енгл. Lawrence County) је округ у америчкој савезној држави Мисури.

## Демографија
По попису из 2010. године број становника је 38.634, што је 3.43 (9,7%) становника више него 2000. године.
| Група             | 2000.          | 2010.          |
| Белци             | 33.213 (94,3%) | 35.140 (91,0%) |
| Афроамериканци    | 95 (0,3%)      | 102 (0,3%)     |
| Азијати           | 79 (0,2%)      | 136 (0,4%)     |
| Хиспаноамериканци | 1.195 (3,4%)   | 2.444 (6,3%)   |
| Укупно            | 35.204         | 38.634         |